# العلاقات الأذربيجانية البوليفية
العلاقات الأذربيجانية البوليفية هي العلاقات الثنائية التي تجمع بين أذربيجان وبوليفيا.

## مقارنة بين البلدين
هذه مقارنة عامة ومرجعية للدولتين:
| وجه المقارنة                                              | أذربيجان        | بوليفيا                                          |
| --------------------------------------------------------- | --------------- | ------------------------------------------------ |
| المساحة (كم2)                                             | 86.60 ألف       | 1.10 مليون                                       |
| عدد السكان (نسمة)                                         | 10.00 مليون     | 11.05 مليون                                      |
| الكثافة السكانية (ن./كم²)                                 | 115.47          | 10.05                                            |
| العاصمة                                                   | باكو            | سوكري، لاباز                                     |
| اللغة الرسمية                                             | اللغة الأذرية   | اللغة الإسبانية، اللغة الأيمرية، كتشوا، غوارانية |
| العملة                                                    | مانات أذربيجاني | بوليفاريو بوليفي                                 |
| الناتج المحلي الإجمالي (بليون دولار)                      | 40.75 مليار     | 37.51 مليار                                      |
| الناتج المحلي الإجمالي (تعادل القوة الشرائية) بليون دولار | 171.56 مليار    | 74.58 مليار                                      |
| الناتج المحلي الإجمالي الاسمي للفرد دولار أمريكي          | 5.50 ألف        | 3.08 ألف                                         |
| الناتج المحلي الإجمالي للفرد دولار أمريكي                 | 17.52 ألف       | 6.63 ألف                                         |
| مؤشر التنمية البشرية                                      | 0.751           | 0.662                                            |
| رمز المكالمات الدولي                                      | +994            | +591                                             |
| رمز الإنترنت                                              | .az             | .bo                                              |
| المنطقة الزمنية                                           | ت ع م+04:00     | 00                                               |

## منظمات دولية مشتركة
يشترك البلدان في عضوية مجموعة من المنظمات الدولية، منها:
| علم المنظمة | اسم المنظمة                        | تاريخ انضمام أذربيجان | تاريخ انضمام بوليفيا |
| ----------- | ---------------------------------- | --------------------- | -------------------- |
|             | الاتحاد البريدي العالمي            | ?                     | ?                    |
|             | مؤسسة التنمية الدولية              | 31 مارس 1995          | 21 يونيو 1961        |
|             | منظمة حظر الأسلحة الكيميائية       | ?                     | ?                    |
|             | الأمم المتحدة                      | 2 مارس 1992           | 14 نوفمبر 1945       |
|             | وكالة ضمان الاستثمار متعدد الأطراف | 23 سبتمبر 1992        | 3 أكتوبر 1991        |
|             | منظمة الشرطة الجنائية الدولية      | ?                     | ?                    |
|             | مؤسسة التمويل الدولية              | 11 أكتوبر 1995        | 20 يوليو 1956        |
|             | الاتحاد الدولي للاتصالات           | 10 أبريل 1992         | 1 يونيو 1907         |
|             | البنك الدولي للإنشاء والتعمير      | 18 سبتمبر 1992        | 27 ديسمبر 1945       |
|             | يونسكو                             | 3 يونيو 1992          | 13 نوفمبر 1946       |

## وصلات خارجية
- موقع وزارة الخارجية الأذربيجانية
- موقع وزارة الخارجية البوليفية